# UNloved
『UNloved』（アンラヴド）は、万田邦敏監督による2002年5月25日公開の日本映画。WOWOW製作による「J・MOVIE・WARS 5」のうちの1作。
キャッチコピーは「わたしが、わたしでいるために」。

## ストーリー
公務員の影山光子（森口瑤子）は起業家の勝野（仲村トオル）と恋に落ちるが、それまでとは違う裕福な暮らしには戸惑いを感じている。やがて彼女はアパートの階下に引っ越してきた下川（松岡俊介）に惹かれ始める。

## キャスト
- 影山光子 - 森口瑤子
- 勝野英治 - 仲村トオル
- 下川弘 - 松岡俊介
- 安西 - 諏訪太朗
- レストランのオーナー - 三條美紀
- 持田篤、松本じゅん、根岸大介、三上剛史、兎本有紀 ほか

## 製作
仲村トオルが「不自然なせりふを自然に聞こえるよう」演じたところ、監督の万田邦敏は「私の狙いから一番遠い。不自然なせりふを不自然に言うことで、不自然さを克服してください」と仲村に要求し、「そこは3歩進む」「左から振り返る」「抑揚はいりません」などという演出をおこなった。

## 発表
2001年、第54回カンヌ国際映画祭「批評家週間」部門に出品された。

## 評価
第54回カンヌ国際映画祭において、レイル・ドール賞とエキュメニック新人賞を受賞した。第12回日本映画プロフェッショナル大賞において、本作がベスト10の第6位に選ばれたほか、万田邦敏が監督賞、森口瑤子が主演女優賞をそれぞれ受賞した。